# Костино (Иркутская область)
Костино — посёлок в Нижнеудинском районе Иркутской области.

## География
Географически поселок расположен в центре Восточно-Сибирского региона России в центральной части Ангарского кряжа на левом берегу реки Уды в 90 км на северо-восток от города Нижнеудинска.

## Население
По данным Всероссийской переписи населения 2010 года население НП составило 1020 человек

## Власть
Поселок в административном плане относится к Костинскому муниципальному образованию Нижнеудинского района Иркутской области

## Экономика
Значительное количество населения занято на предприятиях лесной отрасли.

## Климат
| Показатель                    | Янв.  | Фев. | Март | Апр. | Май | Июнь | Июль | Авг. | Сен. | Окт. | Нояб. | Дек.  | Год  |
| ----------------------------- | ----- | ---- | ---- | ---- | --- | ---- | ---- | ---- | ---- | ---- | ----- | ----- | ---- |
| Средний суточный максимум, °C | −25   | −22  | −5   | 4    | 13  | 22   | 24   | 21   | 13   | 3    | −10   | −20   | 3    |
| Средняя температура, °C       | −22,7 | −20  | −11  | −0,5 | 7,3 | 14,6 | 18,0 | 15,0 | 7,8  | −0,7 | −11,6 | −20,7 | −2,1 |
| Средний суточный минимум, °C  | −35   | −30  | −17  | −6   | 2   | 8    | 13   | 10   | 3    | −3   | −15   | −25   | −7   |
| Норма осадков, мм             | 15    | 11   | 10   | 16   | 27  | 48   | 72   | 67   | 38   | 24   | 22    | 19    | 369  |
| Источник:                     |       |      |      |      |     |      |      |      |      |      |       |       |      |

Климат резко континентальный с продолжительной суровой зимой (до — 35-40 градусов по Цельсию) и коротким жарким летом (до + 25-30 градусов). Костино относится к территориям, приравненным к районам Крайнего Севера Выпадает около 370 мм осадков в год.